# Schwimm-Union Wien
Die Schwimm-Union Wien, kurz SU Wien oder SUW, ist ein österreichischer Wassersportverein aus Wien. Der Verein wurde 1945 von ehemaligen Mitgliedern des Erster Wiener Amateur-Schwimm-Club (EWASC) gegründet.

## Schwimmen
Geschichte
In der Nachkriegszeit haben viele österreichische Vereine viele organisatorische Hürden zu überwinden, die heute gar nicht vorstellbar sind. Österreich war in vier Besatzungszonen aufgeteilt und für das Reisen zu den Wettkämpfen brauchten die Vereine viel organisatorisches Talent. Dies hatten die Mitglieder der Schwimm-Union Wien und konnten viele Meistertitel in dieser Zeit erringen.
Erfolge
Der Verein erzielte Erfolge im Schmetterlingsschwimmen, das von der FINA erst 1952 als eigener Schwimmstil anerkannt wurde, im Kraulschwimmen bei den Damen, und im Rückenschwimmen durch Helmut Koppelstätter, der in der Weltrangliste 1949 über 100 m Rücken an der vierten und 1951 an der sechsten Stelle stand. Koppelstätter qualifizierte sich für die Europameisterschaften 1947 in Monte Carlo und 1950 in Wien und für die Olympischen Spiele 1952 in Helsinki. Weitere erfolgreiche Schwimmer des Vereins waren Peter Steinwender über 200 und 400 m Kraul und Kurt Dittrich, der an den Olympischen Spielen 1980 in Moskau teilnahm. Nora Novotny im Kraulschwimmen und Lore Trittner im Rückenschwimmen schafften das Limit für die Olympischen Spiele 1960 in Rom.
Österreichische Meister wurden 1970 Andrea Steiner in Lagen- und Rückenschwimmen, in den 1980er Jahren Kuno Leu, Detlef Leu, Herbert Humpelstetter und Philipp Urbanek fünfmal hintereinander in der 4 × 200-m-Kraulstaffel. Ebenfalls in diese Jahre fielen die Erfolge von Kurt Dittrich und Ulrike Bauer in Brustschwimmen, die bei den Weltmeisterschaften 1982 in Guayaquil (Ecuador) und den Europameisterschaften 1983 in Rom teilnahmen. Auf der Langstrecke waren Nina Hermann und Christa Weigang erfolgreich.

## Wasserspringen
Mitglieder der Schwimm-Union Wien waren Ali Pascher-Staudinger, die bei den Europameisterschaften 1947 in Monte Carlo Silber vom Brett und Bronze vom Turm holte. 1950 bei den Europameisterschaften in Wien rangierte sie auf den 2. Platz und Franz Worisch vom 3-m-Brett auf den vierten Platz. Bei den Europameisterschaften 1954 in Turin erkämpfte Eva Pfarrhofer die Bronzemedaille. Kurt Mrkwicka siegte bei den Europameisterschaften 1962 in Leipzig vor dem ostdeutschen Sprinter H. D. Pophal.

## Synchronschwimmen
Die ersten Staatsmeisterschaften im Synchronschwimmen fanden 1957 in Schwaz statt. Ida Weingärtler siegte im Solo, im Duo mit Gretl Gebauer und Hertraud Prank und im Teambewerb mit Annemarie Benischek, Edith Frank und Friedl Machek. In dieser Zeit konnte der Verein mit diesen Schwimmern eine Vielzahl von österreichischen Staatsmeistertiteln erringen.
Bei den ersten Weltmeisterschaften 1973 in Belgrad startete im Solobewerb Ida Weingärtler; bei den ersten Europameisterschaften in Amsterdam waren Gabriele Haureich, Gabriele Nechansky, Sonja Bangerter, Sissi Bartl, Ida Weingärtler und Tamara Worisch vertreten.
Bei den Weltmeisterschaften 1978 in Berlin sorgten die damals 13-jährige Alexandra Worisch und die 12-jährige Eva Edinger im Duo für internationales Aufsehen, bei den Europameisterschaften 1981 belegte Alexandra den 2. Platz im Solo und zusammen mit ihrer Partnerin Eva im Duo den dritten Platz, betreut von der englischen Trainerin Dawn Zajac. Für die beiden lieferten die Weltmeisterschaften 1982 in Guayaquil (Ecuador), die Europameisterschaften in Rom und die Olympischen Spiele 1984 in Los Angeles nicht die gewünschten Ergebnisse. Das Duo wechselte den Trainer und wurde ab nun vom Olympiazweiten Sharon Hambrock betreut, fuhr nach Florida zu einem mehrmonatigen Trainingsaufenthalt, und trat mit einem überarbeiteten Kürprogramm bei den Europameisterschaften 1985 in Sofia an, wo sie die Goldmedaille gewannen.
Worisch erreichte schon vorher den dritten Platz im Solo, 1986 bei den Weltmeisterschaften in Madrid den fünften Rang und zum Ausklang ihrer sportlichen Laufbahn bei den Europameisterschaften 1987 in Straßburg den zweiten Platz.

## Wasserball
Geschichte
Beim Ersten Wiener Amateur-Schwimm-Club (EWASC) waren die Wasserballer achtfacher österreichischer Meister. Darum wurde Wasserball in der Schwimm-Union Wien sehr bald nach der Gründung gespielt und wurde zu einer der erfolgreichsten Sektionen des Vereins.
Titel und Erfolge
Nach den Erfolgen von Polizei SV Wien 1946 und Wiener AC 1947 holten die Wasserballer zweimal nacheinander die Wiener Bundesligameisterschaften. Nachdem Diana Wien zweimal die Meisterschaft holte, startete die Sektion eine Siegesserie von 18 Meistertiteln in Folge, wobei ab 1955 eine österreichweite Meisterschaft, die Staatsliga, gegründet wurde. 1972 wurde der letzte Meistertitel geholt. Insgesamt erkämpften die Wasserballer von Schwimm-Union Wien 21 Meistertitel. Der Kader bestand durchwegs aus Spitzenschwimmern, wie dem neunfachen Staatsmeister im Schmetterlingsschwimmen Otto Mayer, Rudolf Stiskalik, dem Rückenschwimmer Fritz Stingel, dem Langstreckenschwimmer Erich Bohuslav, dem Brustschwimmer Willi Baidinger, den Staatsmeistern in den Staffelbewerben Helmut Bauer, Robert Fessl, Heinz Krumpfholz, Wolfgang Leu, Wolfgang Navratil, Helmut Rapp und Herbert Zgraja, sowie Otto Mayer, Fritz Stingel, Erich Bohuslav und Rückenschwimmer Wolfgang Navratil.
In der österreichischen Nationalmannschaft, die an der Europameisterschaft 1950 in Wien teilnahm, waren mit Julius Depaoli, Robert Fessl, Gustl Gebhardt und Heinz Krumpfholz vier Wasserballer von der Schwimm-Union Wien vertreten; die Nationalmannschaft belegte nach einem Sieg über Frankreich den fünften Platz. Die Nationalmannschaft wurde von anderen Nationen zu Länderwettkämpfen eingeladen. So spielten die Österreicher gegen Spanien 1957 mit einem Kader, der fast ausschließlich aus Spielern der Schwimm-Union bestand: Helmut Bauer, Gustl Gebhardt, Klausinger, Kottas, Otto Mayer, Wolfgang Navratil und Herbert Zgraja sowie die beiden Linzer Kutschera und Ilk.
Das Sportbad am Engelmann-Platz im 17. Wiener Gemeindebezirk war für die Wasserballer eine ideale Trainingsstätte und Schauplatz vieler Kämpfe auf nationaler und internationaler Ebene. Der Verein trug trotz der Auflassung dieses Bades 1964 dank der Eigentümerfamilie Engelmann seine Meisterschaftsspiele dort weiter bis 1972 aus. 1972 verkaufte die Familie die Rechte für den Bau eines Großmarktes, und der Verein verlor seine traditionelle Trainingsstätte und damit auch den Anschluss an die internationale Spitze.
Übersicht der Titel
- 8 × unter Erster Wiener Amateur-Schwimm-Club: 1912, 1913, 1915, 1932, 1933, 1934, 1935, 1937
- 5 × Bundesligameister: 1948, 1949, 1952, 1953, 1954
- 16 × Österreichischer Meister (Männer): 1955, 1956, 1957, 1958, 1959, 1960, 1961, 1962, 1963, 1964, 1965, 1966, 1967, 1968, 1969, 1972